# Бейкер, Роберт
Роберт Бейкер (Боб А. Бейкер ; май 1940, Калифорния, США — 14 апреля 1993 года, Лос-Анджелес, США) — американский актёр и каскадёр, мастер боевых искусств.
Роберт Бейкер был учеником и хорошим другом Брюса Ли, который обучал его по методу Джиткундо. Бейкер наиболее известен по роли русского мафиози Петрова в фильме «Кулак ярости», где он дрался с Брюсом Ли. У Бейкера также была эпизодическая роль в следующем фильме Ли «Путь дракона». Также он был задействован в качестве каскадёра в обоих фильмах.
Кроме того, у Бейкера была роль нацистского офицера в фильме «Долина двойного дракона» (Shuang long gu). Бейкер также появился в нескольких документальных фильмах о жизни и карьере Брюса Ли.
Роберт Бейкер умер 14 апреля 1993 года в Лос-Анджелесе в возрасте 52 лет от рака.

## Фильмография
- 1971: Кулак ярости — Петров
- 1972: Путь дракона (Meng long guo jiang) — эпизод
- 1974: Долина двойного дракона (Shuang long gu) — офицер нацистов